# Copenhagen Masters 1999
Das Copenhagen Masters 1999 im Badminton war die siebente Auflage dieser Turnierserie. Es fand vom 27. bis zum 29. Dezember 1999 in Kopenhagen statt.

## Finalergebnisse
| Disziplin    | Sieger                      | Finalist                   | Ergebnis          |
| ------------ | --------------------------- | -------------------------- | ----------------- |
| Herreneinzel | Peter Gade                  | Poul-Erik Høyer Larsen     | 15-11, 15-11      |
| Dameneinzel  | Camilla Martin              | Tang Chunyu                | 11-9, 11-9        |
| Herrendoppel | Choong Tan Fook Lee Wan Wah | Jens Eriksen Jesper Larsen | 15-11, 9-15, 15-7 |